# Bulldozer (groupe italien)
Pour les articles homonymes, voir Bulldozer (homonymie).
Bulldozer est un groupe de metal extrême italien, originaire de Milan, en Lombardie. Il est initialement actif entre 1980 et 1990 avant de se réunir en 2008.

## Biographie
Bulldozer est formé en 1980 par le bassiste Dario Carria et le guitariste Andy Panigada. Ils sont rejoints par Erminio Galli à la batterie. Ils sont forcés de se séparer en 1981 à cause de leur service national, mais se réunissent en 1983 avec Alberto Contini à la basse et au chant, et Don Andras à la batterie. Cette formation enregistre la démo Fallen Angel (plus tard rééditée en vinyle), leur premier album, The Day of Wrath, et le suivant, The Final Separation.
The Day of Wrath est produit par Algy Ward de la période à succès Tank. The Final Separation annonce la fin de leur contrat avec Roadrunner Records, qui ne parviendra pas à promouvoir correctement leur album. Dès lors, ils signent au label Metalmagic, un succursale de Discomagic.
Rob Cabrini est recruté à la batterie pour l'album IX: Circle of Hell (1987). Cette formation enregistre Neurodeliri (1988), et est enregistré en Pologne en 1990 pour l'album live Alive...in Poland. Sort ensuite l'EP à titre posthume Dance Got Sick! qui était à l'origine une « blague » de Contini, mais qui obtient le succès au Japon.
En 2004, le morceau de Bulldozer, Whiskey Time, est inclus dans la compilation Fenriz Presents... The Best of Old-School Black Metal, distribuée par Peaceville Records. En novembre 2006, les cinq albums de Bulldozer sont empaquetés par le label polonais Metal Mind Productions en coffret sous le titre de Regenerated in the Grave, limité à 2 000 exemplaires.
En 2007, le groupe italien Labyrinth, en tournée japonaise, assiste Contini sur scène pour jouer des morceaux de Bulldozer. L'enthousiasme du public mène à la réunion du groupe en 2008 avec Alberto Contini et Andy Panigada. Contini annonce un nouvel album pour mai 2008. Intitulé Unexpected Fate, il est publié le 11 juin 2009 et fait participer le batteur de Death Mechanism, Manu.

## Membres

### Membres actuels
- Alberto « A.C. Wild » Contini – chant, basse (studio) (1983–1990, depuis 2008)
- Andy Panigada – guitare (1980–1981, 1983–1990, depuis 2008)
- Manu – batterie (depuis 2008)
- Ghiulz Borroni – guitare (depuis 2009)

### Membres live
- G. C. - claviers (depuis 2009)
- Pozza - basse (depuis 2011)

### Anciens membres
- Don Andras – batterie (1983–1987)
- Dario Carria – chant, basse (1980–1981 ; décédé en 1998)
- Erminio Galli – batterie (1980–1981)
- Rob K. Cabrini – batterie (1987–1990)

## Discographie

### Albums
- 1985 : The Day of Wrath (Roadrunner Records)
- 1986 : The Final Separation (Roadrunner Records)
- 1987 : IX (Discomagic Records)
- 1988 : Neurodeliri (Metal Master Records)
- 1990 : Alive... in Poland (live, 1990, Metal Master Records)
- 2009 : Unexpected Fate (Scarlet Records)
- 2012 : The Neurospirit Lives... (Scarlet Records)
- 2014 : The Exorcism (Foad Records)

### EP
- 1992 : Dance Got Sick! (EP, Build Records)

### Compilations
- 1999 : 1983–1990: The Years of Wrath (Sound Cave Records)
- 2006 : Regenerated in the Grave (coffret, Metal Mind Productions)